# Halipteris
Halipteris Kölliker, 1869 è un genere di ottocoralli dell'ordine Pennatulacea. È l'unico genere della famiglia Halipteridae Williams, 1995

## Descrizione
Sono coralli coloniali a forma di frusta, che presentano polipi autozooidi disposti in file oblique lungo due serie longitudinali, spesso formando creste rialzate.

## Distribuzione e habitat
Il genere ha una distribuzione cosmopolita.

## Tassonomia
Comprende le seguenti specie:
- Halipteris africana (Studer, 1878)
- Halipteris californica (Moroff, 1902)
- Halipteris christii (Koren & Danielssen, 1848)
- Halipteris finmarchica (Sars, 1851)
- Halipteris willemoesi (Kölliker, 1880)